# Remigiusz Mróz
Remigiusz Mróz (sinh ngày 15 tháng 1 năm 1987 tại Opole, Ba Lan) là một nhà văn và luật sư người Ba Lan. Anh là một tác giả rất được yêu thích và liên tục ra tác phẩm . Kể từ khi cho ra mắt cuốn sách đầu tiên vào năm 2013, đến nay Remigiusz Mróz đã xuất bản 40 tiểu thuyết.  Tính từ đầu năm 2019, chưa tác phẩm nào đã ra mắt của Mróz được dịch sang tiếng Anh.

## Cuộc đời
Remigiusz Mróz học cấp ba ở Opole và theo học chuyên ngành luật tại Đại học Leon Kozminski ở Warsaw. Anh cũng là tác giả của nhiều công trình nghiên cứu khoa học.

## Tác phẩm
Remigiusz Mróz sáng tác ở đa dạng thể loại bao gồm tội phạm, giật gân hình sự và khoa học viễn tưởng. Anh được National Reading Survey công nhận là tác giả Ba Lan đương đại được yêu thích nhất vào các năm 2017 và 2018. Năm 2019, Remigiusz Mróz trở thành tác giả được yêu thích nhất ở Ba Lan, vượt qua Stephen King và các nhà văn Ba Lan từng đoạt Giải Nobel. Các sách của Remigiusz Mróz bán chạy nhất ở thị trường xuất bản Ba Lan. Anh có nhiều tác phẩm giật gân được so sánh với Stephen King và Alfred Hitchcock.
Remigiusz Mróz đã viết một số sê-ri truyện, bao gồm sê-ri có nhân vật trung tâm là Joanna Chyłka, một cảnh sát trưởng, Forst, Parabellum và W kręgach władzy. Trong đó, W kręgach władzy đã được chuyển thể màn ảnh với vai chính do Magdalena Cielecka đảm nhận, công chiếu trên kênh TVN.  Các sê-ri truyện khác của Remigiusz Mróz cũng đang trong quá trình phóng tác điện ảnh.
Remigiusz Mróz là nhà văn Ba Lan đầu tiên được nhận hai đề cử cho Giải thưởng tài năng lớn tại Liên hoan truyện trinh thám quốc tế dành cho tác phẩm Kasacja (Final Appeal) và Zaginięcie (Disappearance). Cuốn Kasacja (Final Appeal) giành được Giải thưởng do độc giả bình chọn.  Sê-ri tiểu thuyết này tập trung vào thám tử cảnh sát Joanna Chyłka và đã bán được hơn 1,5 triệu bản tại Ba Lan.
Remigiusz Mróz cũng là tác giả của ba cuốn tiểu thuyết lấy bối cảnh ở Quần đảo Faroe dưới bút danh Ove Løgmansbø.

### Sê-ri Joanna Chyłka
1.	Kasacja (Final Appeal), Wydawnictwo Czwarta Strona, Poznań 2015

2.	Zaginięcie (Disappearance), Wydawnictwo Czwarta Strona, Poznań 2015

3.	Rewizja (Revision), Wydawnictwo Czwarta Strona, Poznań 2016

4.	Immunitet (Immunity), Wydawnictwo Czwarta Strona, Poznań 2016

5.	Inwigilacja (Invigilation), Wydawnictwo Czwarta Strona, Poznań 2017

6.	Oskarżenie (Accusation), Wydawnictwo Czwarta Strona, Poznań 2017

7.	Testament (Last Will), Wydawnictwo Czwarta Strona, Poznań 2018

8.	Kontratyp (Justification), Wydawnictwo Czwarta Strona, Poznań 2018

9.	Umorzenie (Remission), Wydawnictwo Czwarta Strona, Poznań 2019

10.	Wyrok (Verdict), Wydawnictwo Czwarta Strona, Poznań 2019
11.	Ekstradycja (Extradition), Wydawnictwo Czwarta Strona, Poznań 2020

### Sê-ri Forst
1.	Ekspozycja (Exposure), Wydawnictwo Filia, Poznań 2015

2.	Przewieszenie (Overhang), Wydawnictwo Filia, Poznań 2016

3.	Trawers (Traverse), Wydawnictwo Filia, Poznań 2016

4.	Deniwelacja (Denivelation), Wydawnictwo Filia, Poznań 2017

5.	Zerwa (Rockslide), Wydawnictwo Filia, Poznań 2018

### Tiểu thuyết bộ ba Parabellum
1.	Prędkość ucieczki (Escape Velocity), Instytut Wydawniczy Erica, Warszawa 2013

2.	Horyzont zdarzeń (Event Horizon), Instytut Wydawniczy Erica, Warszawa 2014

3.	Głębia osobliwości (Depth of Singularity), Wydawnictwo Czwarta Strona, Poznań 2016

### Sê-ri W kręgach władzy (In the Circles of Power)
1.	Wotum nieufności (Vote of no Confidence), Wydawnictwo Filia, Poznań 2017

2.	Większość bezwzględna (Absolute Majority), Wydawnictwo Filia, Poznań 2017

3.	Władza absolutna (Absolute Power), Wydawnictwo Filia, Poznań 2018

### Sê-ri Damian Werner
1.	Nieodnaleziona (The Girl Who Was Never Found), Wydawnictwo Filia, Poznań 2018
2.	Nieodgadniona (The Inscrutable Girl), Wydawnictwo Filia, Poznań 2019

### Sê-ri Seweryn Zaorski
1.	Listy zza grobu (Letters from Beyond the Grave), Wydawnictwo Filia, Poznań 2019
2.	Głosy z zaświatów (The Voices from the Nether World), Wydawnictwo Filia, Poznań 2020

### Sê-ri Gerard Edling
1.	Behawiorysta (The Behaviorist), Wydawnictwo Filia, Poznań 2016
2.	Iluzjonista (The Illusionist), Wydawnictwo Filia, Poznań 2019

### Sê-ri Chór zapomnianych głosów (The Chorus of Forgotten Voices)
1.	Chór zapomnianych głosów (The Chorus of Forgotten Voices), Wydawnictwo Genius Creations, Bydgoszcz 2014
2.	Echo z otchłani (The Echo from the Abyss), Wydawnictwo Czwarta Strona, Poznań 2020

### Các tiểu thuyết được xuất bản dưới bút danh Ove Løgmansbø – Tiểu thuyết bộ ba từ quần đảo Faroe
1.	Enklawa (The Enclave), Wydawnictwo Dolnośląskie, 2016
2.	Połów (The Haul), Wydawnictwo Dolnośląskie, 2016
3.	Prom (The Ferry), Wydawnictwo Dolnośląskie, 2017

### Các tiểu thuyết khác
- Wieża milczenia (The Tower of Silence), Wydawnictwo Damidos, Katowice 2013
- Turkusowe szale (Turquoise Shawls), Wydawnictwo Bellona, Warszawa 2014
- W cieniu prawa (In the Shadow of the Law), Wydawnictwo Czwarta Strona, Poznań 2016
- Świt, który nie nadejdzie (The Dawn That Will Never Come), Wydawnictwo Czwarta Strona, Poznań 2016
- Czarna Madonna (Black Madonna), Wydawnictwo Czwarta Strona, Poznań 2017
- Hashtag, Wydawnictwo Czwarta Strona, Poznań 2018
- O pisaniu na chłodno (Coldly About Writing), Wydawnictwo Czwarta Strona, Poznań 2018